# Жильцов, Владимир Иванович
Влади́мир Ива́нович Жильцо́в (28 июня 1946, Пителино, РСФСР, СССР — 1 марта 2010, Нижний Новгород, РФ) — советский и российский поэт, правозащитник.

## Биография
Родился 28 июня 1946 года в селе Пителино Рязанской области. С 1953 по 1964 год жил и учился в Елатьме. С золотой медалью завершил обучение в Елатомской средней школе. Окончил в 1980 году историко-филологический факультет Горьковского государственного университета им. Н. И. Лобачевского. В 1969-1973 гг. — политзаключённый. Был реабилитирован в 1990 году. Работал грузчиком, плотником, бетонщиком, монтажником, почтальоном, учителем русского языка и литературы.
Владимир Иванович Жильцов избирался депутатом Нижегородского областного Совета депутатов трудящихся, а также председателем комиссии при губернаторе Нижегородской области по восстановлению прав реабилитированных жертв политических репрессий. Занимал должности председателя Нижегородского отделения Союза писателей России, секретаря правления Союза писателей России.
С детства писал стихи. Первая публикация датируется 1962 годом. Печатался во многих СМИ, в альманахах и коллективных сборниках, включён в антологии русской поэзии XX и XXI веков.
Ушёл из жизни 1 марта 2010 года. Прощание с Владимиром Жильцовым состоялось 3 марта в нижегородском Доме актёров. Похоронен на кладбище «Копосово-Высоково».

## Награды
- Лауреат премии города Нижнего Новгорода (2002, 2004, 2007)
- Лауреат литературной премии имени М. Горького (2010).

## Память
28 июня 2010 года на доме Владимира Жильцова в Балахне (микрорайон Правдинск, ул. Медиков, д. 1) была установлена мемориальная доска. 20 марта 2011 года в Балахнинском музейном историко-художественном комплексе (усадьбе А. А. Худякова) состоялось открытие выставки, посвящённой жизненному пути и творчеству поэта. Ежегодно во второй половине марта комплекс принимает молодых поэтов на открытом литературном конкурсе «Жильцовские чтения».